# (2139) Makharadze
(2139) Makharadze es un asteroide que forma parte del cinturón de asteroides y fue descubierto el 30 de junio de 1970 por Tamara Mijáilovna Smirnova desde el Observatorio Astrofísico de Crimea en Naúchni.

## Designación y nombre
Makharadze se designó inicialmente como 1970 MC.
Más tarde fue nombrado por la localidad georgiana de Makharadze.

## Características orbitales
Makharadze orbita a una distancia media de 2,464 ua del Sol, pudiendo alejarse hasta 2,924 ua y acercarse hasta 2,003 ua. Tiene una inclinación orbital de 2,181° y una excentricidad de 0,1869. Emplea 1413 días en completar una órbita alrededor del Sol.